# ألفرد فرنسيس بريبرام
ألفرد فرنسيس بريبرام (بالإنجليزية: Alfred Francis Pribram)‏ (و. 1859 – 1941 م) هو مؤرخ، وأستاذ جامعي من المملكة المتحدة، والنمسا، والمملكة المتحدة لبريطانيا العظمى وأيرلندا، ولد في لندن، وكان عضوًا في الأكاديمية النمساوية للعلوم، توفي عن عمر يناهز 82 عاماً.